# Dave Holt
David John „Dave“ Holt (* 18. Mai 1944) ist ein ehemaliger britischer Langstreckenläufer.
1971 siegte er beim Harlow-Marathon.
1972 wurde er Zwölfter beim Maxol Marathon. Bei den Olympischen Sommerspielen 1972 in München schied er über 10.000 m im Vorlauf aus.

## Persönliche Bestzeiten
- 10.000 m: 28:41,82 min, 15. Juli 1972, London
- Marathon: 2:16:53 h, 4. Juni 1972, Manchester